# Chthonerpeton indistinctum
Espèce
Synonymes
- Siphonops indistinctus Reinhardt & Lütken, 1862 "1861"
- Chthonerpeton corrugatum Taylor, 1968
- Chthonerpeton erugatum Taylor, 1968
- Chthonerpeton hellmichi Taylor, 1968
- Nectocaecilia fasciata Taylor, 1968

Statut de conservation UICN

 LC  : Préoccupation mineure
Chthonerpeton indistinctum est une espèce de gymnophiones de la famille des Typhlonectidae.

## Répartition
Cette espèce se rencontrent entre 20 et 1 000 m d'altitude dans le sud-est de l'Amérique du Sud :
- en Uruguay dans les départements de Canelones, de Colonia, de Durazno, de Maldonado, de Montevideo, de Rocha et de San José ;
- au Paraguay dans le département d'Itapúa ;
- en Argentine principalement dans le bassin du rio Paraná ;
- dans le sud du Brésil dans l'État de Santa Catarina.

## Publication originale
- Reinhardt & Lütken, 1862 "1861" : Bidrag til Kundskab om Brasiliens Padder og Krybdyr. Förste Afdeling Paddern og Oglerne. Videnskabelige meddelelser fra den Naturhistoriske forening i Kjöbenhavn, vol. 1861, no 10/15, p. 143-242 (texte intégral).